# 亞馬河 (鄂霍次克海流域)
亞馬河是俄羅斯的河流，由馬加丹州負責管轄，河道全長316公里，流域面積12,500平方公里，河水主要來自雨水和融雪，最終注入鄂霍次克海，是鮭魚的產卵地。